# Brandon Bochenski
Brandon Bochenski (ur. 4 kwietnia 1982 w Blaine) – amerykański hokeista pochodzenia polskiego. Reprezentant Stanów Zjednoczonych i Kazachstanu. Od 2020 burmistrz Grand Forks.

## Życie prywatne
Jego dziadkowie byli polskimi emigrantami w USA. Ma żonę Jenny i dwoje dzieci.

## Kariera hokejowa
- Blaine High (1999-2000)
- Lincoln Stars (2000-2001)
- University of North Dakota (2001-2004)
- Binghamton Senators (2004-2005)
- Ottawa Senators (2005)
- Binghamton Senators (2005)
- Chicago Blackhawks (2006)
- Boston Bruins (2006-2007)
- Norfolk Admirals (2006-2007)
- Providence Bruins (2007)
- Anaheim Ducks (2007)
- Nashville Predators (2007)
- Norfolk Admirals (2008-2010)
- Tampa Bay Lightning (2008-2010)
- Barys Astana (2010-2017, 2018-2019)

Ukończył studia na Uniwersytecie Dakoty Północnej, gdzie grał w drużynie hokejowej.
Od maja 2010 zawodnik kazachskiego klubu Barys Astana. W maju 2012 przedłużył kontrakt z klubem o trzy lata i jest związany z klubem do końca sezonu 2014/2015. W zespole Norfolku, Tampa Bay i w Barysie wraz z nim występują jego rodacy: Andrew Hutchinson (2011-2013) i Mike Lundin (od 2013). W maju 2017 ogłosił zakończenie kariery zawodniczej. Na początku lipca 2018 ogłoszono, że podpisał roczny kontrakt na występy w Barysie Astana. W połowie 2019 ogłoszono, że zakończył karierę zawodniczą. W tym czasie na oficjalnej stronie KHL w zestawieniu najlepszych w historii nabytków Barysu Astana wymieniono jego osobę.
W barwach Stanów Zjednoczonych uczestniczył w turnieju mistrzostw świata w 2007. Po kilku latach występów w Barysie Astana, w marcu 2016 roku wraz z innymi zawodnikami tego klubu – Kanadyjczykami Nigelem Dawesem i Dustinem Boydem, został reprezentantem Kazachstanu. W barwach Kazachstanu uczestniczył w turniejach mistrzostw świata w 2016 (Elita), 2017, 2019 (Dywizja I). W turnieju z 2017 był kapitanem kadry.

## Sukcesy
Reprezentacyjne

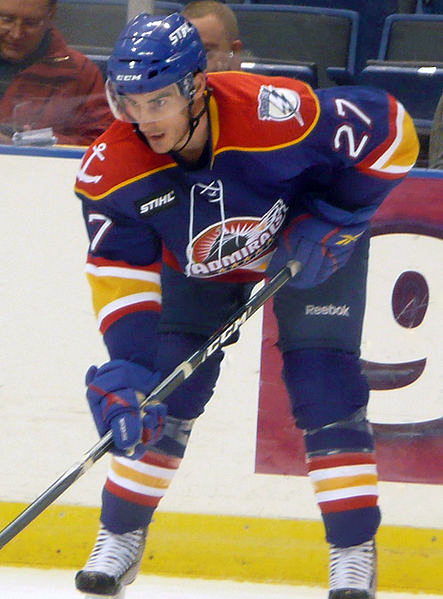
Brandon Bochenski w barwach Norfolk Admirals (2010)

- Awans do MŚ Elity: 2019 z Kazachstanem

Klubowe
- Mistrzostwo dywizji AHL: 2005 z Binghamton Senators
- F.G. „Teddy” Oke Trophy: 2005 z Binghamton Senators

Indywidualne
- Najlepszy debiutant ligi UCHL: 2001
- Najlepszy debiutant ligi NCAA (WCHA): 2002
- KHL (2011/2012):
  - Mecz Gwiazd KHL
  - Pierwsze miejsce w klasyfikacji strzelców w sezonie zasadniczym: 27 goli
  - Piąte miejsce w klasyfikacji asystentów w sezonie zasadniczym: 32 asysty
  - Trzecie miejsce w klasyfikacji kanadyjskiej w sezonie zasadniczym: 59 punktów
  - Nagroda dla najskuteczniejszego strzelca sezonu
- KHL (2013/2014):
  - Najlepszy napastnik miesiąca - grudzień 2013
  - Mecz Gwiazd KHL[16]
  - Drugie miejsce w klasyfikacji strzelców w sezonie zasadniczym: 28 goli
  - Piąte miejsce w klasyfikacji asystentów w sezonie zasadniczym: 30 asyst
  - Czwarte miejsce w punktacji kanadyjskiej w sezonie zasadniczym: 58 punkty
  - Pierwsze miejsce w klasyfikacji strzelców zwycięskich goli meczowych w sezonie zasadniczym: 7 goli
- KHL (2014/2015):
  - Nagroda Najlepsza Trójka dla tercetu najskuteczniejszych strzelców ligi (oraz Dustin Boyd i Nigel Dawes): łącznie 62 gole[17][18]
- KHL (2015/2016):
  - Trzecie miejsce w klasyfikacji asystentów w sezonie zasadniczym: 41 asyst
  - Trzecie miejsce w punktacji kanadyjskiej w sezonie zasadniczym: 61 punktów
  - Piąte miejsce w klasyfikacji zwycięskich goli w sezonie zasadniczym: 6 goli
  - Nagroda Najlepsza Trójka dla tercetu najskuteczniejszych strzelców ligi (oraz Dustin Boyd i Nigel Dawes): łącznie 50 goli[19]
- Mistrzostwa Świata w Hokeju na Lodzie 2017/I Dywizja#Grupa A:
  - Drugie miejsce w klasyfikacji asystentów turnieju: 5 asyst[20]
  - Trzecie miejsce w klasyfikacji kanadyjskiej turnieju: 7 punktów[21]
  - Trzecie miejsce w klasyfikacji skuteczności wygrywanych wznowień w turnieju: 67,74%
- KHL (2018/2019):
  - Piąte miejsce w klasyfikacji strzelców zwycięskich goli meczowych w fazie play-off: 3 goli
- Mistrzostwa Świata w Hokeju na Lodzie 2019/I Dywizja#Grupa A:
  - Drugie miejsce w klasyfikacji asystentów turnieju: 4 asysty[22]

## Kariera samorządowa
W czerwcu 2020 wygrał wybory na burmistrza Grand Forks.